# Jean Vilar
Jean Vilar (Sète, 25 de março de 1912 – Sète, 28 de maio de 1971) foi um ator e diretor francês. Foi uma das figuras mais influentes no teatro francês contemporâneo.

## Carreira
Fundou o Théatre National Populaire (1951), que dirigiu até 1963 e teve grande papel na modernização do gosto e na formação de novos valores. Aluno de Charles Dullin, montou "A dança da morte", de August Strindberg e "Murder in the cathedral", de Thomas Stearns Eliot.
A partir de 1963 produziu independentemente espetáculos de teatro e de ópera por toda a Europa.

## Filmografia
| Ano  | Título                           | Personagem                               | Notas                    |
| ---- | -------------------------------- | ---------------------------------------- | ------------------------ |
| 1946 | Gates of the Night               | Vagabundo                                |                          |
| 1947 | The Sharks of Gibraltar          | Percy Carters                            |                          |
| 1948 | The Bouquinquant Brothers        | O padre                                  |                          |
| 1948 | Carrefour du crime               | Insp. Dominique                          |                          |
| 1948 | Bagarres                         | O inocente                               |                          |
| 1949 | Les eaux troubles                | Ulisses                                  |                          |
| 1949 | La ferme des sept péchés         | O homem cinza                            |                          |
| 1950 | Thirst of Men                    | O tipógrafo                              |                          |
| 1950 | Justice Is Done                  | O padre na imprensa                      |                          |
| 1951 | Pirate Submarine                 | Comandante de Submarino Jean L'Herminier |                          |
| 1951 | Les mousquetaires du roi         |                                          |                          |
| 1952 | Jocelyn                          | Superior no seminário                    |                          |
| 1956 | Les Aventures de Till L'Espiègle | Le duc d'Albe                            |                          |
| 1958 | Arènes joyeuses                  |                                          |                          |
| 1961 | Enclosure                        | Narrador                                 | Voz                      |
| 1969 | Des Christs par milliers         | Jean                                     |                          |
| 1971 | Raphael, or The Debauched One    | Horace                                   |                          |
| 1971 | Le petit matin                   | Paul                                     | (último papel em filmes) |

## Textos de Jean Vilar
- De la tradition théâtrale, ed. de l'Arche, 1955, Gallimard 1963 (Ideias-Literatura No. 33), 1999.
  - Crónica românica, ed. Grasset, 1971.
- Jean Vilar, mot pour mot, textos reunidos e apresentados por Jacques Téphany e Melly Touzoul, ed. Estoque, 1972.
- Le Théâtre, service public e outros textos, apresentação e notas de Armand Delcamp, ed. Gallimard, 1975 (coll. Pratique du théâtre), nova edição, 1986.
- Mémento (de 29 de novembro de 1952 a 1º de setembro de 1955), apresentação e notas de Armand Delcampe, ed. Gallimard, 1981 (coleção. Prática teatral).
- Du Tableau de service au théâtre : notes de service de Jean Vilar à sa troupe. Cahiers Théâtre Louvain, no 53, 1985, reeditado em 1994.
- J’imagine mal la victoire sans toi… Cartas, notas e palavras (1951-1959) de Jean Vilar e Gérard Philipe, Texto estabelecido por Roland Monod, Association Jean Vilar, Avignon, 2004. (ISBN 2-907028-14-6)
- Vilar ou La Ligne droite, correspondência inédita entre Jean Vilar e sua esposa, texto estabelecido por Jacques Téphany, Cahiers Jean Vilar no 112 et no 113, Association Jean Vilar, Avignon, 2012.
- Dans le plus beau pays du monde, comédia em 3 atos de Jean Vilar (1941), L’avant-scène théâtre no 1323-1324, maio de 2012. Texto elaborado por Rodolphe Fouano.
- La Farce des filles à marier, comédia em 1 ato de Jean Vilar comandada por André Clavé em 1941, L’avant-scène théâtre no 1342, mai 2013. Texto elaborado por Rodolphe Fouano, com o diário da digressão da companhia Comédiens de la Roulotte, em Anjou em agosto/setembro de 1941.[4]